# خواری

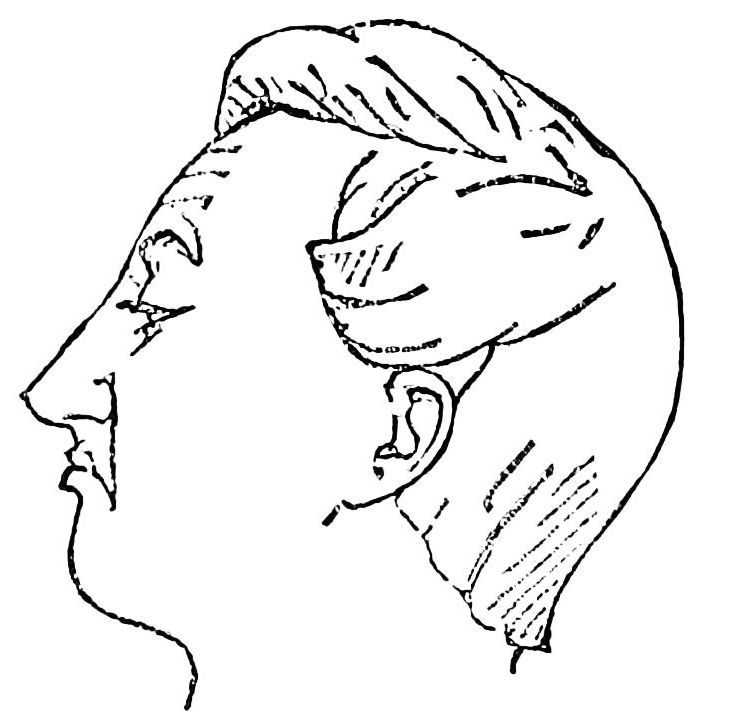
حالت چهره که بیان کننده تحقیر است.

خواری یا خوار شمردن، نوع واکنش در نقض استانداردهای اجتماعی است. به عبارت دیگر، خواری نتیجه ارزیابی منفی دیگران یا اعمال آنها می‌باشد. روانشناس آمریکایی، پاول اکمن، مطالعات میان فرهنگی خواری را یکی از شش هیجان پایه به حساب نیاورده و آن را ترکیبی از هیجانهای پایه، نفرت و خشم، می‌داند.